# فرودگاه شهر بالتی
فرودگاه شهر بالتی (به انگلیسی: Bălți City Airport) (به زبان بومی: Aeroportul Bălți-Oraș) یک فرودگاه است. این فرودگاه در شهر بالتی کشور مولداوی قرار دارد.

## نگارخانه

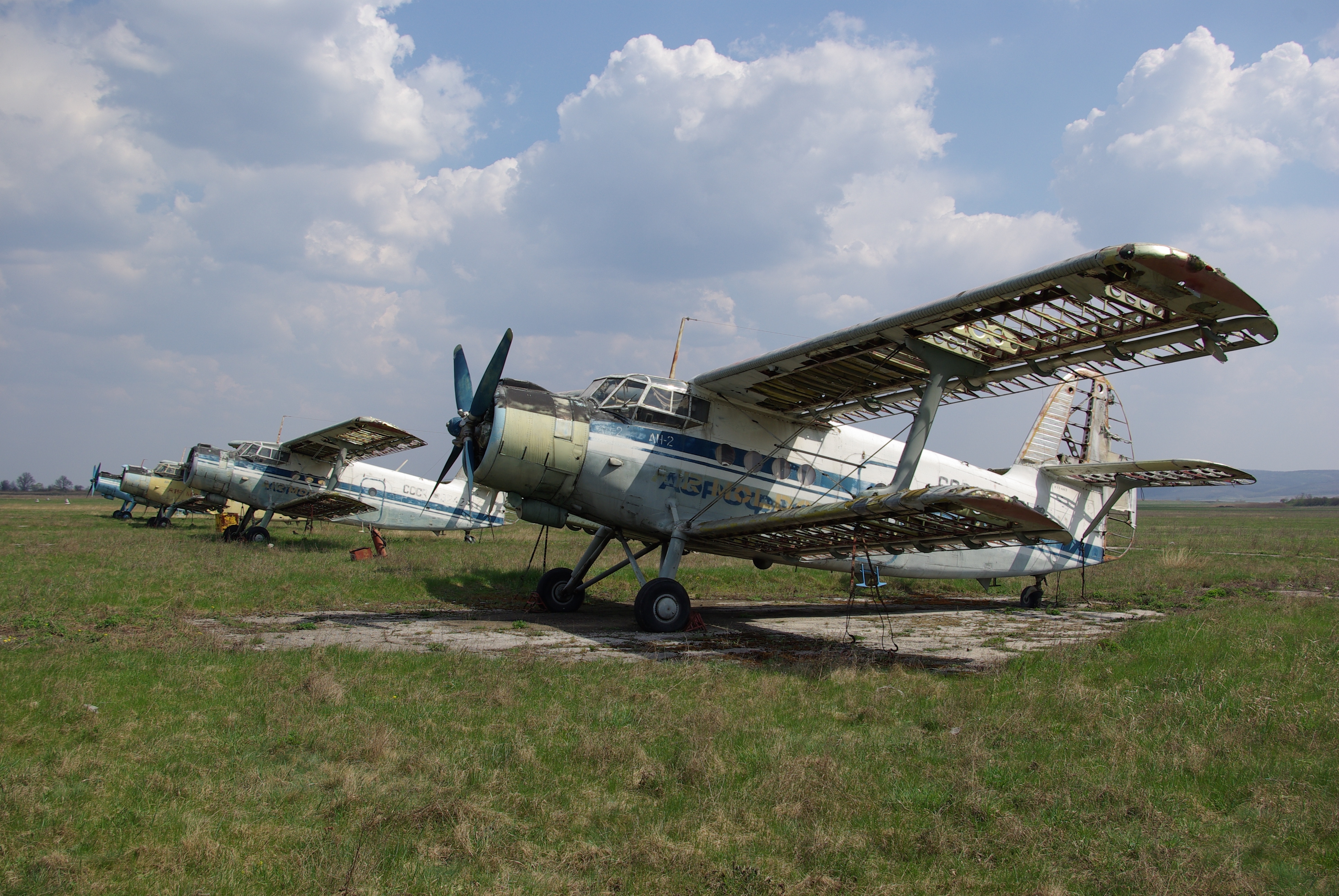